# Насиров, Роман Михайлович
Роман Михайлович Насиров (укр. Роман Михайлович Насіров; род. 3 марта 1979) — украинский политический деятель, народный депутат Украины VIII созыва. Глава Государственной фискальной службы Украины (с 5 мая 2015 года по 3 марта 2017 года). Глава Европейской организации налоговых администраций с 2016 года. Президент Федерации дзюдо Украины с 17 апреля 2017 года. 

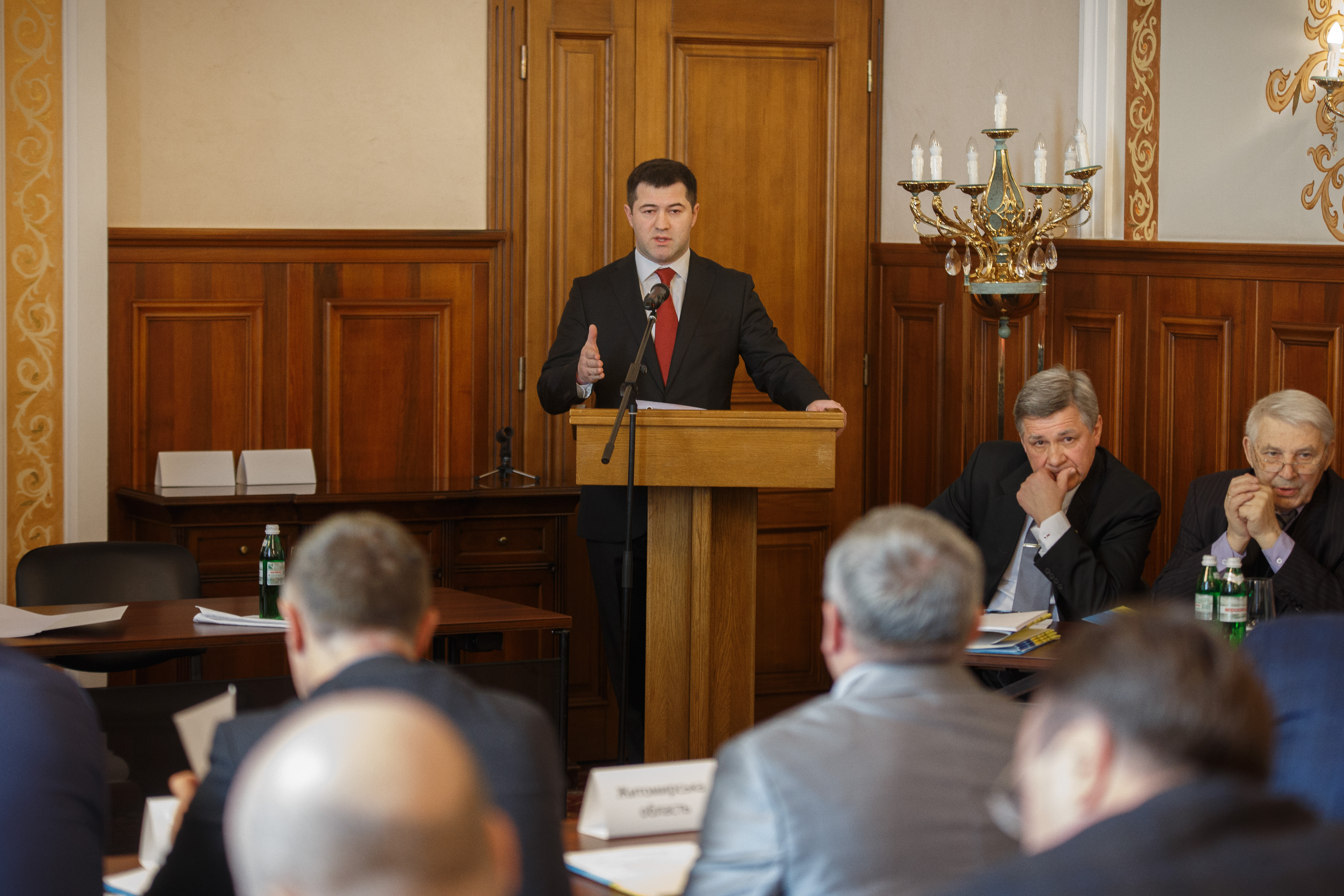
Роман Насиров избран президентом Федерации дзюдо Украины (ФДУ), 17 апреля, 2017 г.

## Образование
В 2000 году закончил Черниговский государственный институт экономики и управления по специальности «Финансы».
В 2001 году окончил юридический факультет Киевского национального университета.
В 2003 году прошел курс MBA по направлению финансы и международный менеджмент Университета Восточного Лондона (University of East London, STM). 
2015 году получил научную степень кандидата юридических наук при Институте законодательства Верховной Рады.

## Карьера
2005—2007 — возглавлял направление брокериджа по странам СНГ в лондонском офисе американского брокера-инвестбанка Cantor Fitzgerald/BGC.
2008—2009 — управляющий директор (направление — торговля ценными бумагами) в Concorde Capital.
2009—2012 — глава направления по торговле ценными бумагами и СЕО подразделения Центральной и Восточной Европы в компании Renaissance Capital.
2013—2014 — заместитель председателя правления «Государственной продовольственной зерновой корпорации Украины». 
На момент избрания в парламент возглавлял украинский офис компании BTG Pactual. 
5 мая 2015 года назначен на пост главы Государственной фискальной службы.
Занимал должности:
- Руководителя Постоянной делегации а Парламентской ассамблее Организации Черноморского экономического сотрудничества;
- Руководителя группы по межпарламентским связям с Республикой Азербайджан;
- Соглавы группы по межпарламентским связям с Бразилией;
- Первого заместителя руководителя группы по межпарламентским связям с Казахстаном;
- Члена группы по межпарламентским связям с США;
- Члена группы по межпарламентским связям с Израелем;
- Члена группы по межпарламентским связям с Китаем;
- Члена группы по межпарламентским связям с Великобританией;
- Главы Комитета Верховной Ради Украины по вопросам налоговой и таможенной политики.

## Политическая деятельность
С 27 ноября 2014 года — народный депутат Украины. В Верховную Раду VIII созыва избран по многомандатному округу по списку партии «Блок Петра Порошенко» (№ 51)
. 
С 4 декабря 2014 по 5 мая 2015 года возглавлял Комитет Верховной Рады Украины по вопросам налоговой и таможенной политики. Ушёл с этого поста в связи с назначением на пост главы Государственной фискальной службы Украины, вместо него главой комитета была назначена Нина Южанина. В связи с переходом на работу в правительство Украины также сложил с себя полномочия народного депутата Украины 2 сентября 2015 года.
Во время работы в парламенте работал заместителем руководителя постоянной делегации в Парламентской ассамблее Организации черноморского экономического сотрудничества; руководителем группы по межпарламентским связям с Азербайджанской Республикой; сопредседателем группы по межпарламентским связям с Федеративной Республикой Бразилия; первым заместителем руководителя группы по межпарламентским связям с Республикой Казахстан; членом группы по межпарламентским связям с Соединенными Штатами Америки; членом группы по межпарламентским связям с Государством Израиль; членом группы по межпарламентским связям с Китайской Народной Республикой; членом группы по межпарламентским связям с Соединённым Королевством Великобритании и Северной Ирландии.
Является автором ряда законопроектов, в том числе — о внесении изменений в налоговый и таможенный кодексы. 9 апреля 2015 года проголосовал за признание статуса борцов за независимость Украины в XX веке всех формирований националистического толка, в том числе участвовавших в оккупации современных украинских земель на стороне Германской империи и Третьего рейха.

## Уголовное дело
2 марта 2017 главу ГФС задержали в столичной больнице Феофания в ходе проведения обыска в рамках расследования газового дела. Там же детективы НАБУ зачитали Насирову подозрение.
7 марта 2017 Соломенский райсуд Киева поместил чиновника под стражу на время предварительного следствия. 16 марта супруга Насирова внесла за него 100 млн гривен залога.
Суд признал главу Государственной фискальной службы Романа Насирова потерпевшей стороной в результате действий сотрудников Национального антикоррупционного бюро Украины во время его задержания. 

 
« Это решение было принято в рамках отдельного процесса по не оказанию медицинской помощи нашему клиенту. Оно окончательное и обжалованию не подлежит. Мы уже подали заявление в Европейский суд по правам человека, и это решение станет дополнительным материалом. Все материалы, которые нам поступят, будут туда добавляться. Сейчас фиксируем все факты нарушений, которые были допущены во время задержания нашего клиента, а дальше будем смотреть», — объяснил адвокат Насирова Олександр Лысак

В январе 2018 года Центр противодействия коррупции подал судебный иск против правительства Украины за неувольнение Насирова с должности председателя Государственной фискальной службы.
7 апреля 2025 г. был призван в ряды ВСУ «во время мобилизации на особый период» по собственной воле, из-за чего не прибыл на заседание суда два дня спустя. Военная служба правопорядка на фоне резонанса начала расследование случившегося, командир воинской части признал приказ о призыве в воинскую часть А0139 противоправным и отменил его.

## Награды
- Наградное оружие — пистолет «Glock 19» (23 июня 2015)[12].

## Семья
Жена — Екатерина Александровна Глимбовская (дочь Александра Вацлавовича Глимбовского, владельца корпораций «Альтис-Холдинг» и «Альтис-Спецстрой»), воспитывает двух сыновей, Михаила и Александра.